# Clara Usón
Clara Usón Vegas (Barcelona, 1961) es una escritora española.

## Biografía
Se licenció en Derecho por la Universidad de Barcelona, hija de un abogado de Barcelona. Abandona el ejercicio de la abogacía para dedicarse por entero a la escritura. Ha ganado el Premio Nacional de la Crítica por La hija del Este, una novela basada en la figura de Ana Mladić, hija del general serbio Ratko Mladić, responsable de la masacre de Srebrenica.
Su anterior novela, Corazón de Napalm –un retrato de las secuelas de los excesos de la generación de los 80– mereció el Premio Biblioteca Breve.

## Premios
- Premio Femenino Lumen (1998) por su novela Noches de San Juan
- Premio Biblioteca Breve de Seix Barral (2009) por Corazón de Napalm

| Predecesor: Gioconda Belli | Premio Biblioteca Breve 2009 | Sucesor: Guillermo Saccomanno |

- Premio Ciudad de Barcelona 2013 por La hija del Este
- Premio Nacional de la Crítica 2013 por La hija del Este
- VIII Premio 2014 per la Cultura Mediterranea por La hija del Este (Italia)
- Premio Sor Juana Inés de la Cruz 2018 por El asesino tímido. [1]

## Obras
- Noches de San Juan (1998)
- Primer vuelo (2001)
- El viaje de las palabras (2005)
- Perseguidoras (2007)
- Corazón de napalm (2009)
- La hija del Este (2013)
- Valor (2015)
- El asesino tímido (2018)
- Las fieras (Seix Barral, 2024)